# Saint-Sulpice (Mayenne)
Saint-Sulpice korábbi község Franciaország Loire mente régiójában, Maine-et-Loire megyében. 2019. január 1-jén Loigné-sur-Mayenne korábbi községgel egyesült és La Roche-Neuville új község része lett.
Lakosainak száma 244 fő (2018. január 1.). Saint-Sulpice Fromentières, Houssay, Loigné-sur-Mayenne és Villiers-Charlemagne községekkel határos.

## Népesség
A település népessége az elmúlt években az alábbi módon változott:
| Lakosok száma | 275  | 200  | 182  | 188  | 215  | 235  | 245  | 248  | 239  | 244  |
|               | 1968 | 1975 | 1982 | 1999 | 2006 | 2011 | 2013 | 2016 | 2017 | 2018 |